# Winy Maas
Pour les articles homonymes, voir Maas.
Winy Maas, né le 17 janvier 1958 à Schijndel, est un architecte néerlandais. Il est fondateur et partenaire  de l'agence d'architecture MVRDV basée à Rotterdam.

## Biographie
Winy Maas étudie de 1978 à 1983 le paysagisme à la RHSTL de Boskoop et de 1984 à 1990 l'Architecture et l'urbanisme à l'Université de Delft. 
Il est architecte à l'OMA et travaille avec Rem Koolhaas. Parmi d'autres expériences dans divers bureaux d'architecture, il travaille pour l'UNESCO à Nairobi. En 1991, il fonde à  Rotterdam avec Jacob van Rijs et Nathalie de Vries l'agence MVRDV, avec laquelle il réalise notamment le jardon Seoullo 7017 à Séoul.
Il a enseigné et enseigne encore dans de nombreuses universités, tel le Berlage Institute à Rotterdam, la Cooper Union à New York, l'AA ainsi qu'à Delft, Berlin, Barcelone, Oslo, Los Angeles, et Chicago. 
Depuis 2000, Winy Maas fait partie de l'équipe-conseil de la ville de Barcelone.
En 2008, Winy Maas a emporté le concours pour la construction de la Rødovre Skyscraper, à Copenhague, avec le projet "sky village", une tour de 116 mètres de haut très innovante.
Il a participé en 2009 à la consultation sur le Grand Paris 2030.

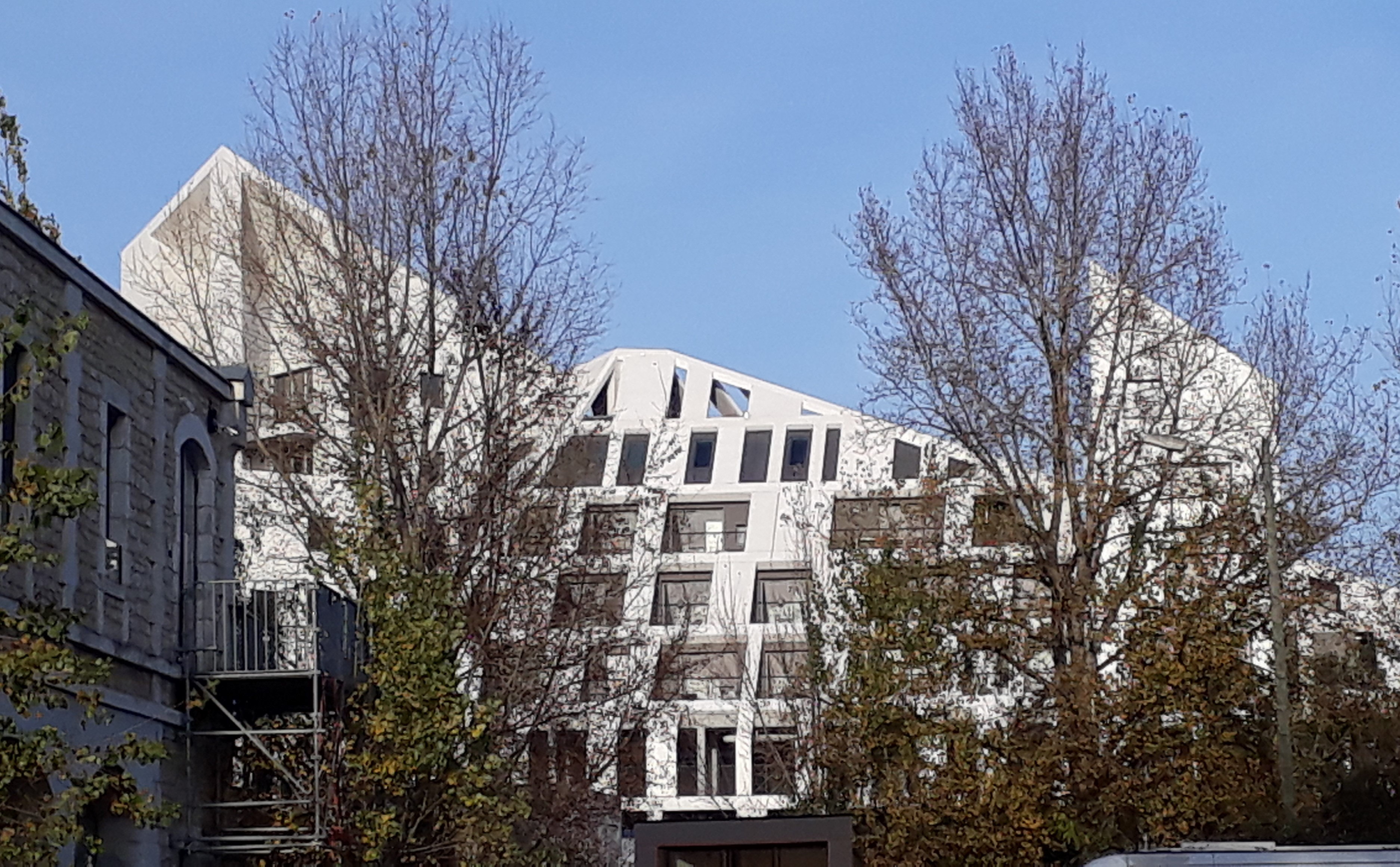
Nouveaux immeubles du quartier Bastide-Niel à Bordeaux.

À Bordeaux, Winy Maas s'est vu confier la réalisation du projet Bastide-Niel, vaste éco-quartier présentant des formes originales et innovantes.
Il enseigne à ce jour, pour une durée de six mois, à l’école d'Architecture de Saint Luc à Tournai en Belgique en questionnant les étudiants sur le rapport entre l'homme et l'animal en milieu urbain.